# Lyssomanes convexus
Lyssomanes convexus là một loài nhện trong họ Salticidae.
Loài này thuộc chi Lyssomanes. Lyssomanes convexus được Richard C. Banks miêu tả năm 1909.